# 도미쿠정
도미쿠정(富来町)은 오이타현 히가시쿠니사키군에 있던 정이다. 현재의 구니사키시에 해당한다.

## 역사
- 1889년 4월 1일 - 정촌제 시행에 의해 히가시쿠니사키군 도미쿠촌이 성립하였다.
- 1897년 3월 16일 - 정으로 승격해 도미쿠정이 되었다.
- 1954년 3월 31일 - 구니사키정, 구노우라정, 도요사키촌, 가미쿠니사키촌, 아사히촌과 합병해 구니사키시가 되어 소멸하였다.

## 참고문헌
- 『市町村名変遷辞典』東京堂出版、1990年。